# Estadio Julio César Villagra
Das Estadio Julio César Villagra ist ein Multifunktionsstadion in der argentinischen Stadt Córdoba. Es bietet Platz für 28.000 Zuschauer und dient dem Fußballverein CA Belgrano als Heimstätte.

## Geschichte
Das Estadio Julio César Villagra in Córdoba, mit 1,3 Millionen Einwohnern hinter Buenos Aires die zweitgrößte Stadt Argentiniens und im Zentrum des Landes gelegen, wurde in den Jahren 1927 bis 1929 erbaut und am 17. März 1929 eröffnet. Zum ersten Spiel im neuen Stadion trafen sich der zukünftige Nutzerverein, der Fußballclub CA Belgrano, und Estudiantes de La Plata zu einem Freundschaftsspiel. Seitdem nutzt Belgrano de Córdoba die Sportstätte als Austragungsort für Heimspiele. Der Verein konnte jedoch bis heute noch keine großen Erfolge erringen und gilt gemeinhin als zweitgrößter Verein in Córdoba nach CA Talleres. Derzeit spielt Belgrano in der gleichen Liga wie Talleres, nämlich in der Primera División. In diese war man in der abgelaufenen Zweitligasaison nach Relegationsspielen gegen den argentinischen Rekordmeister River Plate aufgestiegen. Im Relegationshinspiel hatte Belgrano River im Estadio Julio César Villagra mit 2:0 besiegt, das Rückspiel endete in Monumental mit einem 1:1-Remis.
Heutzutage bietet das Estadio Julio César Villagra, das auch bekannt ist unter dem Namen Estadio Gigante de Alberdi, Platz für 28.000 Zuschauer. Diese Kapazität wurde im Rahmen von Renovierungsarbeiten im Jahre 1997 erreicht, als Modernisierungsarbeiten und auch eine Vergrößerung des Stadions stattfanden. Zuvor hatten hier nur 10.000 Menschen Platz gefunden. Von den heute verfügbaren 28.000 Rängen sind 24.000 Sitzplätze, die restlichen 4.000 Stehplätze. Es ist benannt nach Julio César Villagra, einem Spieler von CA Belgrano, der Teil der erfolgreichen Mannschaft von Belgrano in den frühen Achtzigerjahren war.